# Marc-René de Voyer de Paulmy
Marc-René de Voyer de Paulmy, marchese d'Argenson (Venezia, 4 novembre 1652 – Parigi, 8 maggio 1721), è stato un politico francese, guardasigilli di Francia e membro dell'Académie française.

## Biografia
Nato a Venezia, dove il padre Marc-René era ambasciatore, secondo tradizione fu dichiarato figlioccio della Repubblica di Venezia. Fu ministro di Stato e tenente generale della polizia dal 1697 al 1718. Il suo nome è strettamente legato all'incarico di tenente generale della polizia di Parigi, il cui ruolo contribuì molto a delineare (sebbene il suo predecessore, Gabriel Nicolas de la Reynie, sia stato in effetti il primo a ricoprire l'incarico e nonostante molte delle innovazioni attribuite a d'Argenson siano state in realtà introdotte da de la Reynie). Giocò un ruolo importante negli attacchi al giansenismo negli ultimi anni di Luigi XIV e fu la persona che materialmente decise l'espulsione delle suore da Port-Royal des Champs nel 1709.
Durante la Régence, la reggenza di Filippo II di Borbone-Orléans, fu guardasigilli dal 28 gennaio 1718 al 7 giugno 1720, quando fu nominato presidente del Consiglio delle finanze. Quando però tentò, senza riuscirvi, di salvare la Compagnia del Mississippi di John Law dalla bancarotta fu costretto a dimettersi.
Dipinto da Louis de Rouvroy de Saint-Simon come una persona terribile, Argenson fu chiamato a far parte dell'Accademia delle scienze e dell'Académie des Inscriptions et Belles-Lettres nel 1716 e dell'Académie française nel 1718.

## Opere
- Notes de René d'Argenson, Parigi, 1866;